# Tipula (Microtipula) falcifer
Tipula (Microtipula) falcifer is een tweevleugelige uit de familie langpootmuggen (Tipulidae). De soort komt voor in het Neotropisch gebied.